# Nacelle

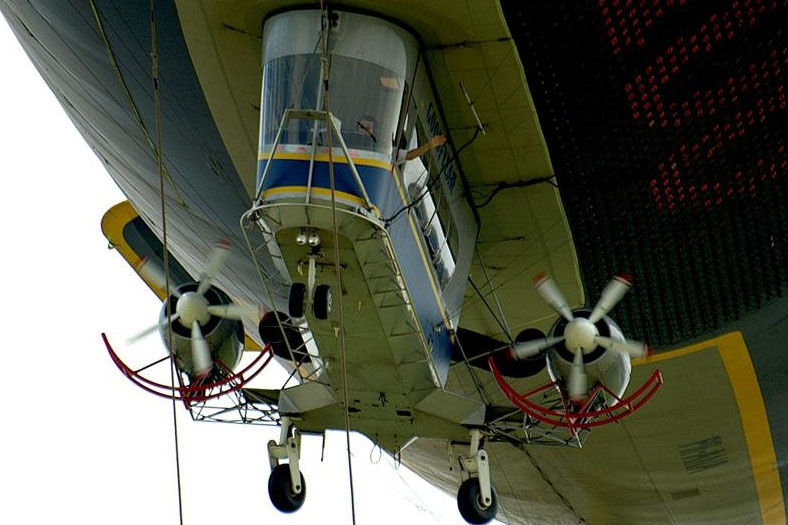
Nacelle

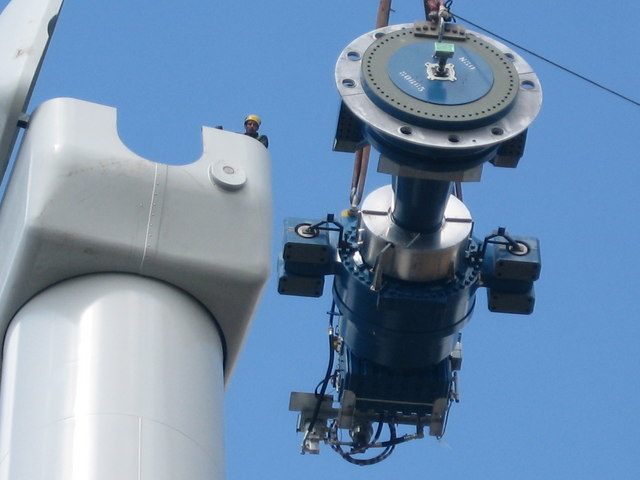
Aandrijfeenheid met schijfrem wordt op een windmolen gehesen. De technicus in de nacelle onderhoudt radiocontact met de kraanmachinist

Het woord nacelle, wat in het Frans kleine boot of dinghy betekent, is via deze taal ontleend aan het Latijnse navicella. De term gondel wordt ook veel gebruikt.
De term wordt veel gebruikt in de luchtvaart, zeevaart en ruimtevaart als aanduiding voor een gesloten behuizing buiten het basislichaam.
- In de ballonvaart en bij luchtschepen is de nacelle een bak met machinerie en inzittenden. Dit is de originele duiding van de Franse term; in het Engels werd hiervoor later de term gondola (gondel) in gebruik genomen.
- Bij een windturbine refereert de nacelle aan de behuizing op de top van de mast, waarin de omzetting van de windkracht plaatsvindt.
- Bij motorfietsen werd deze term gebruikt voor een over het stuur lopende koplampunit waarin de tellers waren opgenomen. Dit model werd tot halverwege de jaren zestig gebruikt op veel Engelse motorfietsen.